# Sci di fondo ai VI Giochi olimpici invernali - 10 km femminile
La competizione dei 10 km di sci di fondo femminile ai VI Giochi olimpici invernali si è svolta il 23 febbraio; il percorso aveva partenza e arrivo nello stadio di Holmenkollen e copriva un dislivello di circa 140 m. A partire dalle 10:00 presero parte alla competizione 22 atlete di 8 differenti nazioni.

## Classifica
| Pos.    | Atleta                  | Nazione    | Intertempo 5,5 Km. | Intertempo 5,5 Km. | Tempo Finale |
| Pos.    | Atleta                  | Nazione    | Tempo              | Pos.               | Tempo Finale |
| ------- | ----------------------- | ---------- | ------------------ | ------------------ | ------------ |
| Oro     | Lydia Wideman           | Finlandia  | 23'00"             | 1                  | 41'40"       |
| Argento | Mirja Hietamies         | Finlandia  | 24'00"             | 2                  | 42'39"       |
| Bronzo  | Siiri Rantanen          | Finlandia  | 24'15"             | 5                  | 42'50"       |
| 4       | Märta Norberg           | Svezia     | 24'10"             | 3                  | 42'53"       |
| 5       | Sirkka Polkunen         | Finlandia  | 24'10"             | 3                  | 43'07"       |
| 6       | Rakel Wahl              | Norvegia   | 25'20"             | 7                  | 44'54"       |
| 7       | Marit Øiseth            | Norvegia   | 25'40"             | 10                 | 45'04"       |
| 8       | Margit Albrechtsson     | Svezia     | 25'05"             | 6                  | 45'05"       |
| 9       | Eivor Alm               | Svezia     | 25'30"             | 8                  | 45'20"       |
| 10      | Gina Regland-Sigstad    | Norvegia   | 25'35"             | 9                  | 45'37"       |
| 11      | Sonja Edström-Ruthström | Svezia     | 25'45"             | 11                 | 45'41"       |
| 12      | Jorun Askersrud Tangen  | Norvegia   | 26'50"             | 12                 | 47'45"       |
| 13      | Hanni Gehring           | Germania   | 28'10"             | 13                 | 50'39"       |
| 14      | Nada Birko-Kustec       | Jugoslavia | 28'30"             | 14                 | 50'44"       |
| 15      | Josette Baisse          | Francia    | 28'45"             | 15                 | 51'43"       |
| 16      | Angela Kordež           | Jugoslavia | 28'55"             | 16                 | 52'33"       |
| 17      | Fides Romanin           | Italia     | 31'00"             | 18                 | 54'43"       |
| 18      | Michèle Angirany        | Francia    | 30'30"             | 17                 | 54'56"       |
| -       | Ildegarda Taffra        | Italia     | Rit.               | Rit.               | Rit.         |
| -       | Lizzy Kladensky         | Austria    | Rit.               | Rit.               | Rit.         |